# Luis Tosar
Luis López Tosar (Lugo, 13 ottobre 1971) è un attore e musicista spagnolo.

## Biografia
Dopo una lunga carriera nel campo dei cortometraggi, si rende noto con I lunedì al sole (2002) e Ti do i miei occhi (2003) per i quali vince rispettivamente due premi Goya come miglior attore non protagonista e come miglior attore protagonista. Nel 2006 approda a Hollywood, interpretando Arcangel de Jesus Montoya, il capo di un'organizzazione criminale combattuta dai protagonisti di Miami Vice, il remake dell'omonimo telefilm degli anni '80 interpretato da Jamie Foxx e Colin Farrell, per la regia di Michael Mann. Nel 2010 vince il suo terzo premio Goya, come miglior attore, per la sua interpretazione in Cella 211. Nel 2015 affianca Penélope Cruz nel film Ma ma - Tutto andrà bene. Nel 2023 viene di nuovo candidato al Premio Goya per il film Tutto in un giorno.

## Filmografia

### Cinema
- Atilano, presidente, regia di La Cuadrilla (1998)
- Flores de otro mundo, regia di Icíar Bollaín (1999)
- Celos - Gelosia (Celos), regia di Vicente Aranda (1999)
- El corazón del guerrero, regia di Daniel Monzón (2000)
- Sé quién eres, regia di Patricia Ferreira (2000)
- Leo, regia di José Luis Borau (2000)
- La comunidad - Intrigo all'ultimo piano (La comunidad), regia di Álex de la Iglesia (2000)
- Besos para todos, regia di Jaime Chávarri (2000)
- Lena, regia di Gonzalo Tapia (2001)
- Visionarios, regia di Manuel Gutiérrez Aragón (2001)
- Nessuna notizia da Dio (Sin noticias de Dios), regia di Agustín Díaz Yanes (2001)
- Semana Santa - L'angelo della morte (Semana Santa), regia di Pepe Danquart (2002)
- I lunedì al sole (Los lunes al sol), regia di Fernando León de Aranoa (2002)
- Trece campanadas, regia di Xavier Villaverde (2002)
- El lápiz del carpintero, regia di Antón Reixa (2003)
- El regalo de Silvia, regia di Dionisio Pérez Galindo (2003)
- La flaqueza del bolchevique, regia di Manuel Martín Cuenca (2003)
- Ti do i miei occhi (Te doy mis ojos), regia di Icíar Bollaín (2003)
- La vita che ti aspetti (La vida que te espera), regia di Manuel Gutiérrez Aragón (2004)
- ¡Hay motivo!, registi vari (2004)
- Inconscientes, regia di Joaquín Oristrell (2004)
- One Day in Europe, regia di Hannes Stöhr (2005)
- Aupa Etxebeste!, regia di Asier Altuna e Telmo Esnal (2005)
- El mundo alrededor, regia di Alejandro Calvo-Sotelo (2005)
- La noche del hermano, regia di Santiago García de Leaniz (2005)
- Cargo, diretto da Clive Gordon (2006)
- Miami Vice, regia di Michael Mann (2006)
- El don de la duda, regia di Alber Ponte (2006)
- Las vidas de Celia, regia di Antonio Chavarrías (2006)
- Hotel Tívoli, regia di Antón Reixa (2007)
- Casual Day, regia di Max Lemcke (2007)
- Normal con alas, regia di Coca Gómez (2007)
- La noche que dejó de llover, regia di Alfonso Zarauza (2008)
- Flores tristes (2008)
- The Limits of Control, regia di Jim Jarmusch (2009)
- Cella 211 (Celda 211), regia di Daniel Monzón (2009)
- 18 comidas, regia di Jorge Coira (2010)
- Lope, regia di Andrucha Waddington (2010)
- También la lluvia, regia di Icíar Bollaín (2010)
- Mr. Nice, regia di Bernard Rose (2010)
- Bed Time (Mientras duermes), regia di Jaume Balagueró (2011)
- Crebinsky, regia di Enrique Otero (2011)
- Operación E, regia di Miguel Courtois (2012)
- Una pistola en cada mano, regia di Cesc Gay (2012)
- Que pena tu familia, regia di Nicolás López (2012)
- A Night in Old Mexico, regia di Emilio Aragón (2013)
- Os fenómenos, regia di Alfonso Zarauza (2014)
- El Niño, regia di Daniel Monzón (2014)
- Musarañas, regia di Juanfer Andrés e Esteban Roel (2014)
- Murieron por encima de sus posibilidades, regia di Isaki Lacuesta (2014)
- Little Galicia, regia di Alber Ponte (2015)
- A cambio de nada, regia di Daniel Guzmán (2015)
- Desconocido - Resa dei conti (El desconocido), regia di Dani de la Torre (2015)
- Ma ma - Tutto andrà bene (Ma ma), regia di Julio Medem (2015)
- Box 314 - La rapina di Valencia (Cien años de perdón), regia di Daniel Calparsoro (2016)
- Toro, regia di Kike Maíllo (2016)
- Piano di fuga (Plan de fuga), regia di Iñaki Dorronsoro (2016)
- 1898: Los últimos de Filipinas, regia di Salvador Calvo (2016)
- Gun City (La sombra de la ley), regia di Daniel de la Torre (2018)
- Yucatán, regia di Daniel Monzón (2018)
- Ola de crímenes, regia di Gracia Querejeta (2018)
- Occhio per occhio (Quien a hierro mata), regia di Paco Plaza (2019)
- Ventajas de viajar en tren, regia di Aritz Moreno (2019)
- Intemperie, regia di Benito Zambrano (2019)
- Adú, regia di Salvador Calvo (2020)
- Hasta el cielo, regia di Daniel Calparsoro (2020)
- Una donna chiamata Maixabel (Maixabel), regia di Icíar Bollaín (2021)
- Way Down - Rapina alla banca di Spagna (Way Down), regia di Jaume Balagueró (2021)
- Canallas, regia di Daniel Guzmán (2022)
- Nome in codice: Imperatore (Código Emperador), regia di Jorge Coira (2022)
- Tutto in un giorno (En los márgenes), regia di Juan Diego Botto (2022)
- Tutti i nomi di Dio (Todos los nombres de Dios), regia di Daniel Calparsoro (2024)
- La infiltrada, regia di Arantxa Echevarría (2024)

### Televisione
- I favoriti di Mida (The Minions of Midas), regia di Mateo Gil – miniserie TV, 6 puntate (2020)
- Hasta el cielo - La serie – serie TV, 7 episodi (2023)
- Amore e vendetta - Zorro (Zorro) - serie TV, (2024)

## Riconoscimenti
- Premio Goya
  - 2000 – Candidatura al miglior attore rivelazione per Flores de otro mundo
  - 2003 – Miglior attore non protagonista per I lunedì al sole
  - 2004 – Miglior attore per Ti do i miei occhi
  - 2010 – Miglior attore per Cella 211
  - 2011 – Candidatura al miglior attore per También la lluvia
  - 2012 – Candidatura al miglior attore per Bed Time
  - 2016 – Candidatura al miglior attore per Desconocido - Resa dei conti
  - 2020 – Candidatura al miglior attore per Occhio per occhio
  - 2022 – Candidatura al miglior attore per Una donna chiamata Maixabel
  - 2023 – Candidatura al miglior attore per Tutto in un giorno
  - 2025 – Candidatura al miglior attore non protagonista per La infiltrada
- Fotogrammi d'argento
  - 2004 – Miglior attore per Ti do i miei occhi
  - 2010 – Miglior attore per Cella 211
  - 2012 – Candidatura al miglior attore per Bed Time
- Seattle International Film Festival
  - 2004 – Miglior attore per Ti do i miei occhi
  - 2010 – Miglior attore per Cella 211
- Festival internazionale del cinema di San Sebastián
  - 2013 – Concha de Plata al miglior attore per Ti do i miei occhi
- Festival internazionale del cinema di Mar del Plata
  - 2014 – Astor de Plata al miglior attore per El lápiz del carpintero

## Doppiatori italiani
Nelle versioni in italiano delle opere in cui ha recitato, Luis Tosar è stato doppiato da:
- Francesco Prando in I favoriti di Mida, Hasta el cielo, Way Down - Rapina alla banca di Spagna, Nome in codice: Imperatore, Hasta el cielo - La serie
- Fabrizio Pucci in Miami Vice, Gun City, Yucatán
- Roberto Pedicini in Ti do i miei occhi, Bed Time
- Francesco Pannofino in Cella 211, Desconocido - Resa dei conti
- Antonio Palumbo ne I lunedì al sole
- Edoardo Nordio in Mr. Nice
- Teo Bellia in Ma ma - Tutto andrà bene
- Loris Loddi in Box 314 - La rapina di Valencia
- Massimiliano Lotti in 1898: Los últimos de Filipinas
- Alberto Angrisano in Occhio per occhio
- Massimo De Ambrosis in Adú
- Stefano Alessandroni in Tutto in un giorno